# Harrison Alley Boys
Harrison Alley Boys is een voormalige Amerikaanse voetbalclub uit Harrison, New Jersey. De club werd opgericht in 1912 en opgeheven in 1917. De club speelde één seizoen in de National Association Football League. Daarin werd het kampioenschap behaald.

## Gewonnen prijzen
- National Association Football League
  - Winnaar (1): 1916